# تپ کهنه ده گویزان
تپ کهنه ده گویزان در شهرستان سقز، بخش مرکزی، روستای قبغلوچه واقع شده و این اثر در تاریخ ۲۷ مرداد ۱۳۸۲ با شمارهٔ ثبت ۹۶۴۷ به‌عنوان یکی از آثار ملی ایران به ثبت رسیده است.